# Сталинская премия за выдающиеся изобретения и коренные усовершенствования методов производственной работы (1953)
Сталинская премия участникам ядерного проекта: основные статьи:
- Сталинские премии по Постановлению СМ СССР № 3044-1304сс от 31 декабря 1953 г.
- Сталинская премия по Постановлению СМ СССР № 3045-1305сс от 31 декабря 1953 г.

Лауреаты Сталинской премии за выдающиеся изобретения и коренные усовершенствования методов производственной работы, выданной в 1953 году
- Архангельский, Михаил Фёдорович, кинооператор
- Арцимович, Лев Андреевич, Головин, Игорь Николаевич, Жуков, Виктор Викторович, Золотарёв, Василий Селиверстович, Иоффе, Михаил Соломонович, Лукьянов, Степан Юрьевич, Маков, Борис Николаевич, Щепкин, Герман Яковлевич (первая степень), — за развитие электро-магнитного метода разделения изотопов
- Александров, Анатолий Петрович, руководитель исследований и разработок по ядерной науке и технике
- Альтшулер, Лев Владимирович, физик
- Амбарцумян, Рубен Сергеевич, физико-химик и металловед
- Амет-Хан Султан (вторая степень), лётчик-испытатель
- Андрианов, Кузьма Андрианович, химик
- Анохин, Сергей Николаевич (вторая степень), лётчик-испытатель
- Бабаев, Юрий Николаевич, ядерный физик
- Боголюбов, Николай Николаевич, математик и физик-теоретик
- Бочвар, Андрей Анатольевич, металловед
- Бурцев, Фёдор Иванович (вторая степень), лётчик-испытатель
- Ванников, Борис Львович, советский государственный деятель
- Васильев, Михаил Яковлевич (третья степень), специалист по боеприпасам
- Владимиров, Василий Сергеевич, математик
- Владимирский, Василий Васильевич, физик
- Вольский, Антон Николаевич, металлург
- Гельфанд, Израиль Моисеевич, математик
- Гинзбург, Виталий Лазаревич, физик-теоретик
- Гольдин, Владимир Яковлевич (вторая степень), математик
- Доллежаль, Николай Антонович, энергетик
- Духов, Николай Леонидович, конструктор тяжёлых танков
- Емельянов, Иван Яковлевич, энергетик
- Забабахин, Евгений Иванович, физик
- Займовский, Александр Семёнович, металловед
- Зейтлёнок, Григорий Абрамович
- Зельдович, Яков Борисович, физик-теоретик
- Зернов, Павел Михайлович, советский государственный деятель
- Кикоин, Исаак Константинович (Кушелевич), физик
- Ковда, Виктор Абрамович, почвовед
- Константинов, Борис Павлович, физик
- Кормер, Самуил Борисович, физик
- Ландау, Лев Давидович, физик-теоретик
- Мигулин, Владимир Васильевич, радиофизик
- Микоян, Анастас Иванович, Гуревич, Михаил Иосифович, авиаконструкторы
- Музруков, Борис Глебович, организатор оборонной промышленности
- Негин, Евгений Аркадьевич, механик
- Никифоров, Александр Сергеевич, химик
- Новиков, Иван Иванович, теплофизик
- Павлов, Василий Георгиевич (вторая степень), лётчик-испытатель
- Павловский, Александр Иванович, физик
- Петров, Павел Павлович, кинооператор
- Пешков, Василий Петрович, физик
- Романов, Юрий Александрович, физик-теоретик
- Рябиков, Василий Михайлович, советский партийный и государственный деятель
- Савицкий, Евгений Михайлович, физико-химик и металловед
- Садовский, Михаил Александрович, основоположник физики взрыва
- Самойлов, Андрей Григорьевич, физико-химик
- Сахаров, Андрей Дмитриевич (первая степень), физик-теоретик (в 1980 лишён звания лауреата этой премии)
- Соболев, Сергей Львович, математик и механик
- Тамм, Игорь Евгеньевич, физик-теоретик
- Тихонов, Андрей Николаевич (первая степень), математик и геофизик
- Томашевич, Дмитрий Людвигович, авиаконструктор
- Устинов, Дмитрий Фёдорович, советский партийный и государственный деятель
- Фрадкин, Ефим Самойлович, физик-теоретик
- Франк, Илья Михайлович, физик
- Халатников, Исаак Маркович, физик-теоретик
- Харитон, Юлий Борисович, физик
- Челаков, Анатолий Прокофьевич, кинорежиссёр
- Чечулин, Дмитрий Николаевич, архитектор
- Шабанов, Виталий Михайлович, советский государственный деятель
- Шокин, Александр Иванович, советский партийный и государственный деятель
- Щёлкин, Кирилл Иванович, физик
- Яненко, Николай Николаевич (третья степень), математик